# Macomades Rusticiana
Macomades Rusticiana (łac. Diocesis Macomadensis Rusticianae) – stolica historycznej diecezji we Cesarstwie rzymskim w prowincji Numidia zlikwidowana w VII w. podczas ekspansji islamskiej, współcześnie w północnej Algierii. Obecnie katolickie biskupstwo tytularne. 

## Biskupi tytularni
| Lp. | Biskup                   | Funkcja                                  | Od               | Do              |
| --- | ------------------------ | ---------------------------------------- | ---------------- | --------------- |
| 1   | Floréncio Cicinho Vieira | emerytowany biskup Amargosy (Brazylia)   | 11 stycznia 1969 | 16 marca 1971   |
| 2   | Jorge Martínez Martínez  | biskup pomocniczy Miasta Meksyk (Meksyk) | 5 czerwca 1971   | 1 sierpnia 1994 |
| 3   | Edward Braxton           | biskup pomocniczy St. Louis (USA)        | 28 marca 1995    | 12 grudnia 2000 |
| 4   | Pablo Varela Server      | biskup pomocniczy Panamy                 | 26 lutego 2004   | 6 stycznia 2024 |
| 5   | Dennis Kuruppassery      | biskup pomocniczy Kannur (Indie)         | 15 sierpnia 2024 |                 |